# Veere
Veere (zeeländska: (Ter) Veere) är en stad och kommun i provinsen Zeeland i Nederländerna. Kommunens totala area är 206,55 km² (där 73,99 km² är vatten) och invånarantalet är på 21 953 invånare (2021). Staden har omkring 1 500 invånare.